# Siorac-en-Périgord
Siorac-en-Périgord è un comune francese di 1 038 abitanti situato nel dipartimento della Dordogna nella regione della Nuova Aquitania.

## Società

### Evoluzione demografica
Abitanti censiti